# A180 (route russe)
Pour les articles homonymes, voir M11.
La route d'accès A180 auparavant dénommée  route Magistrale M11 est une importante voie de communication routière de Russie qui relie Saint-Pétersbourg à Tallinn en Estonie, via Ivangorod.

## Présentation
La route M11 a une longueur de 142 kilomètres jusqu'à Ivangorod. 
Son trajet est essentiellement situé dans l'oblast de Léningrad.
Elle relie Tallinn à 344 kilomètres depuis les bretelles d'accès de Kolpino (Agglomération périphérique de Saint-Pétrsbourg). Elle est en grande partie de type autoroutier.
L'autoroute M11 démarre par un embranchement autoroutier à partir de l'autoroute M10 à la hauteur de la ville de Kolpino. La M11 file vers la ceinture périphérique de Saint-Pétersbourg. 
Après avoir contournée la ville impériale, la M11 se dirige vers la ville de Pouchkine. 
Elle passe ensuite par Kinguissepp avant d'atteindre Ivangorod.
Après Ivangorod, la M11 pénètre en Estonie sous la numérotation A121.
De là, elle traverse les villes estoniennes de Narva, Sillamäe, Jõhvi, Kohtla-Järve, Rakvere, Kuusalu et Tallinn.
La Magistrale M11 constitue la partie septentrionale de la Route européenne 20.